# Slaget vid Ramillies
Slaget vid Ramillies var ett stort slag under spanska tronföljdskriget. Detta var en av hertigen av Marlboroughs största segrar någonsin och en av de mest avgörande under hela kriget. I och med segern tog de allierade över Spanska Nederländerna. Slaget blev en vändpunkt för kampanjerna 1706 efter fransmännens framgångar i Italien tidigare det året. 